# Amerikaans protectoraat Cuba
Het Amerikaans protectoraat Cuba was een protectoraat van de Verenigde Staten van 1899 tot 1902.

## Geschiedenis
Voor de Spaans-Amerikaanse Oorlog vormde Cuba samen met Puerto Rico de Spaanse kolonie Spaans-West-Indië. In 1868 brak een opstand in Cuba uit over onafhankelijkheid. Spanje sloeg de opstand in 1878 neer.
De VS steunden de Cubaanse wens naar onafhankelijkheid. In 1898 kwam het tot de Spaans-Amerikaanse Oorlog. De Spaanse koloniale troepen werden verslagen en in 1899 moest Spanje zijn laatste kolonie in het Westen afstaan. Cuba werd nu een protectoraat van de Verenigde Staten.
In 1902 kreeg Cuba zelfbestuur.